# Cimetière militaire britannique de Brancourt-le-Grand
Le cimetière militaire britannique de Brancourt-le-Grand (Brancourt-le-Grand Military Cemetery) est un cimetière militaire de la Première Guerre mondiale situé sur le territoire de la commune de Brancourt-le-Grand dans le département de l'Aisne .

## Localisation
Ce cimetière est situé à une centaine de mètres de la route de Fresnoy-le-Grand, non loin du cimetière communal. On y accède par un petit sentier.

## Historique

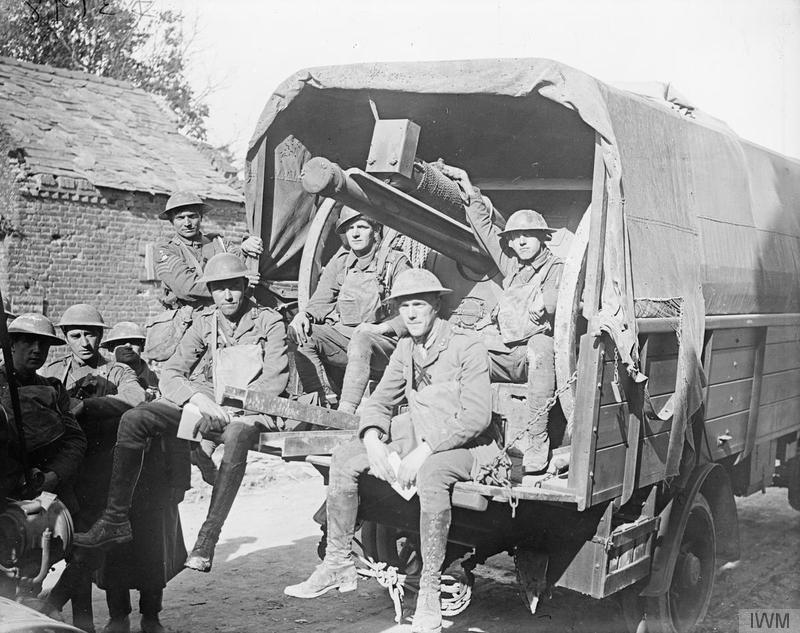
Soldats britanniques après la liberation de Brancourt le 7 octobre 1918.

Le village du Brancourt-le-Grand a été occupé par les Allemands dès le début de la guerre en août 1914. Il n'a été définitivement repris que le 8 octobre 1918 par la 30e division américaine et le 301e bataillon de chars américains ; le 118e régiment d'infanterie érigea un mémorial dans le village . Le cimetière militaire a été construit derrière un cimetière allemand de 168 tombes (aujourd'hui enlevé) en octobre 1918.

## Caractéristique
Ce cimetière comporte les tombes de 42 soldats britanniques, tombés pour la plupart les 8, 9 et 10 octobre lors de la libération du village .

## Galerie

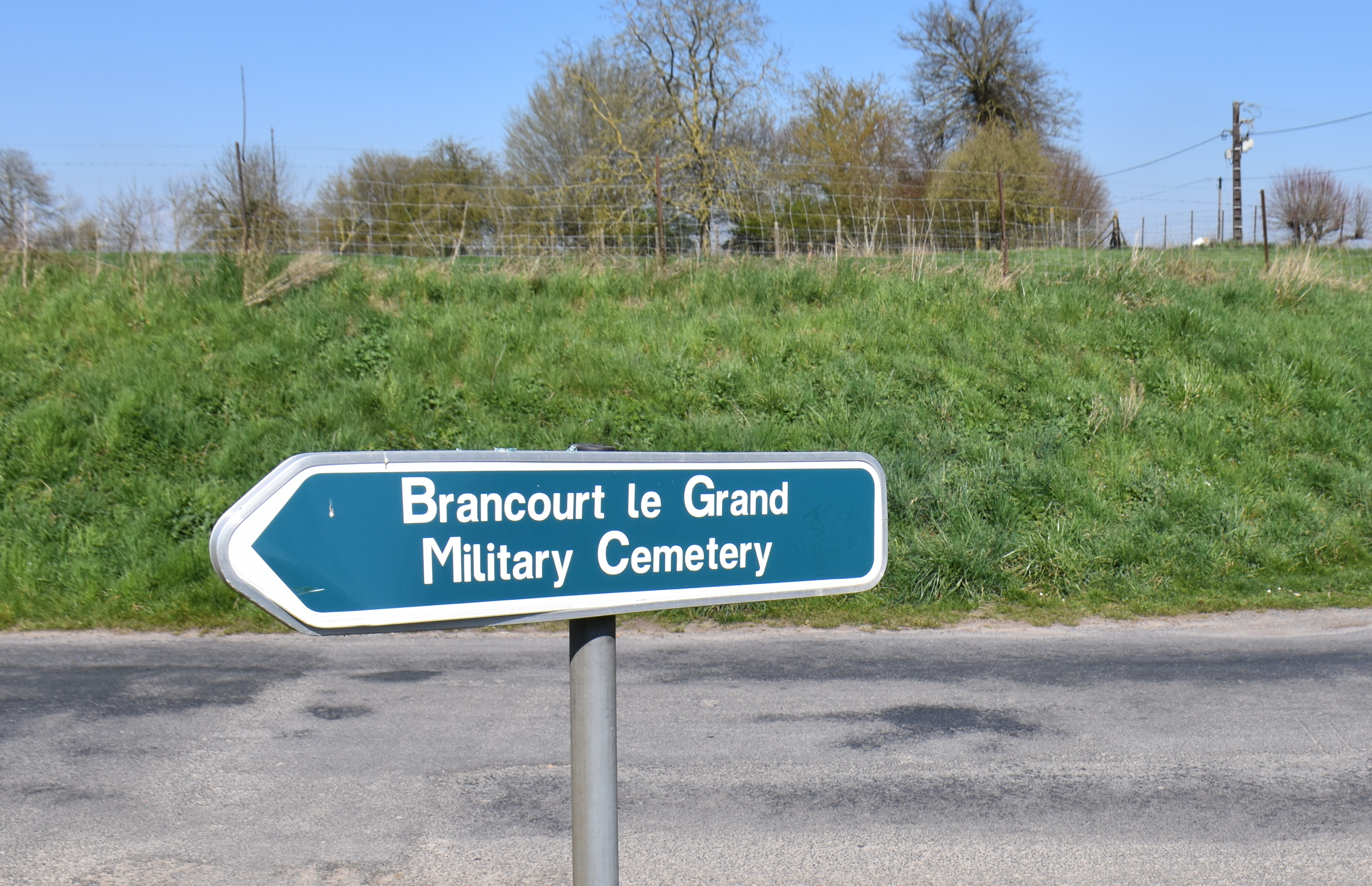
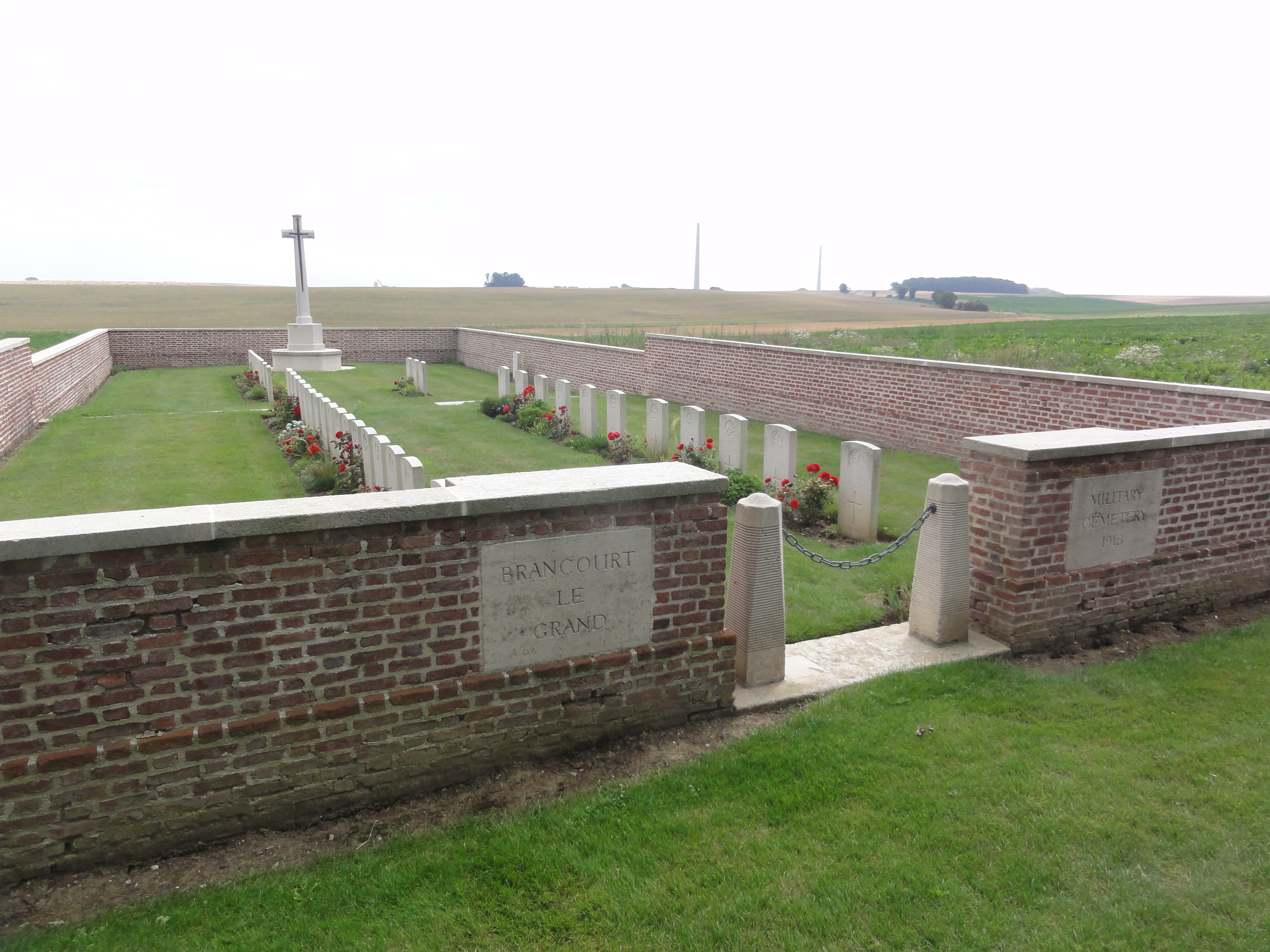
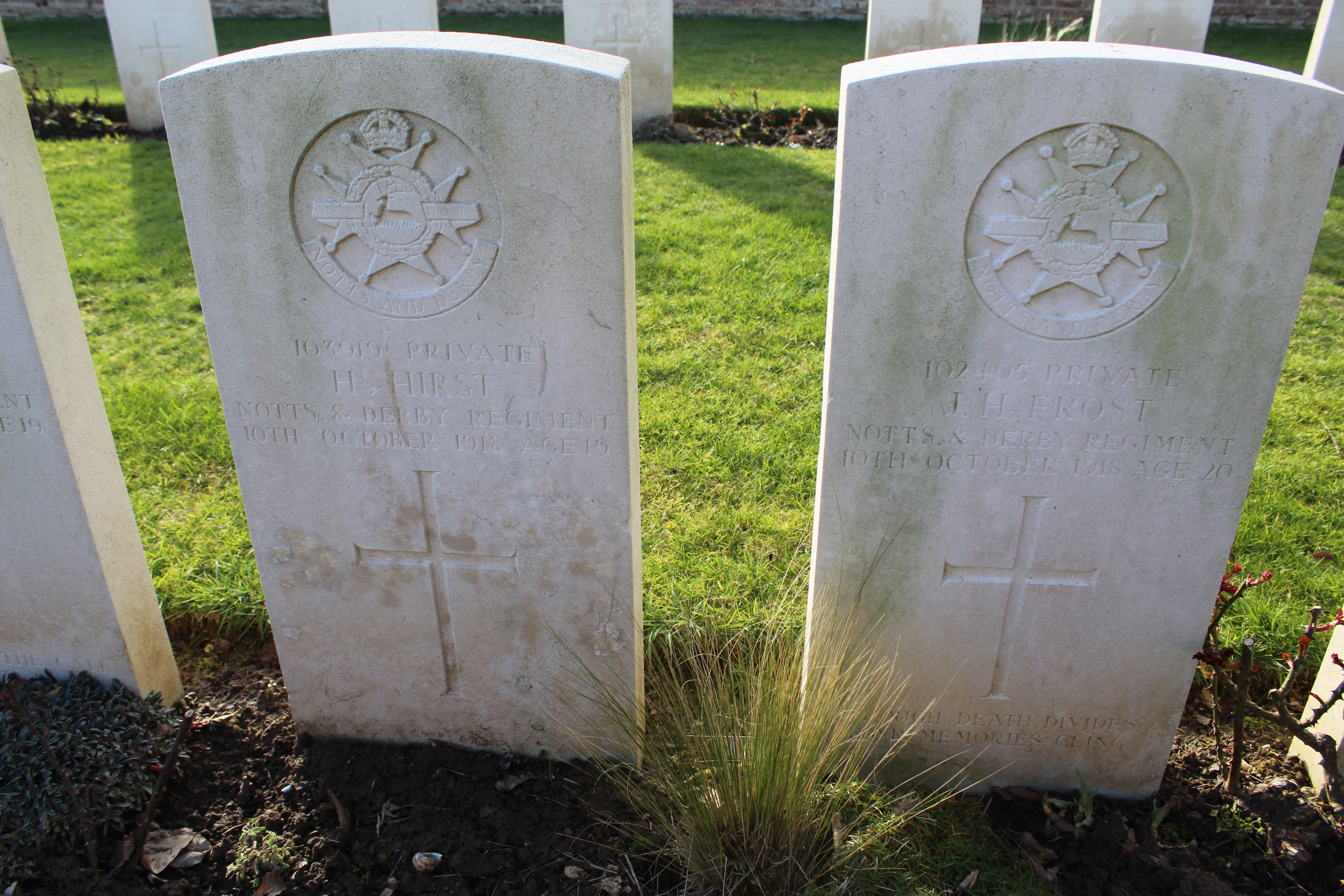
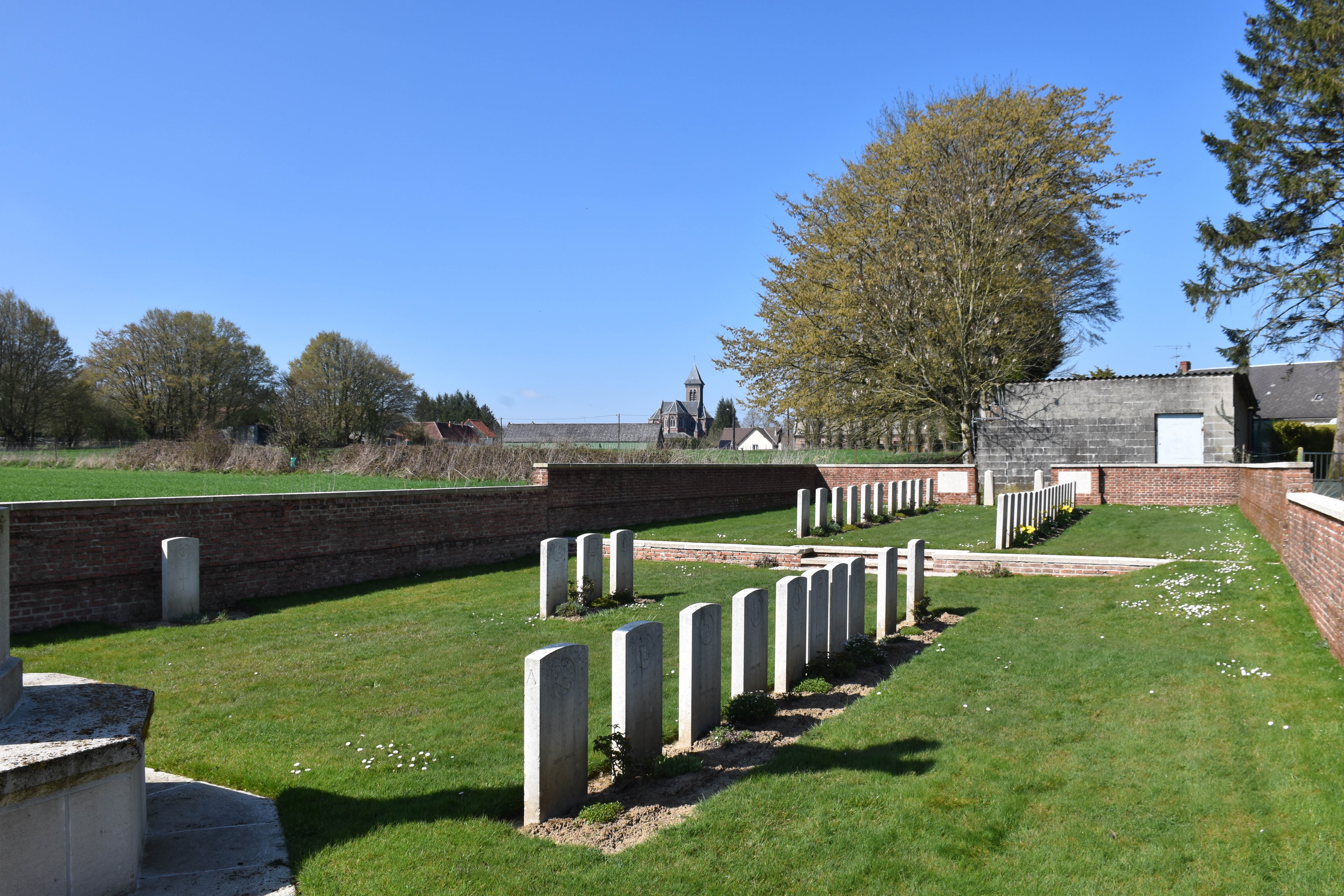
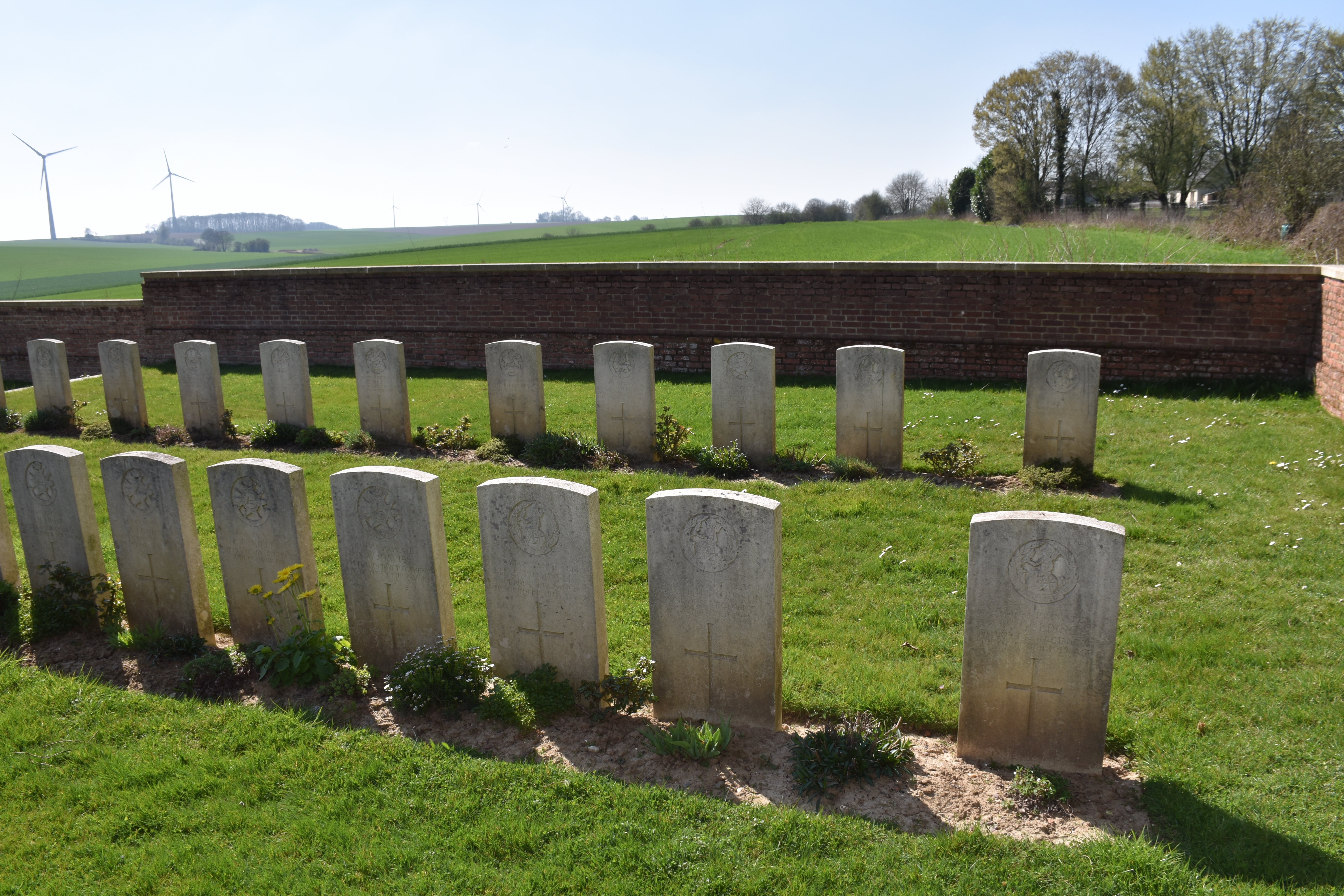
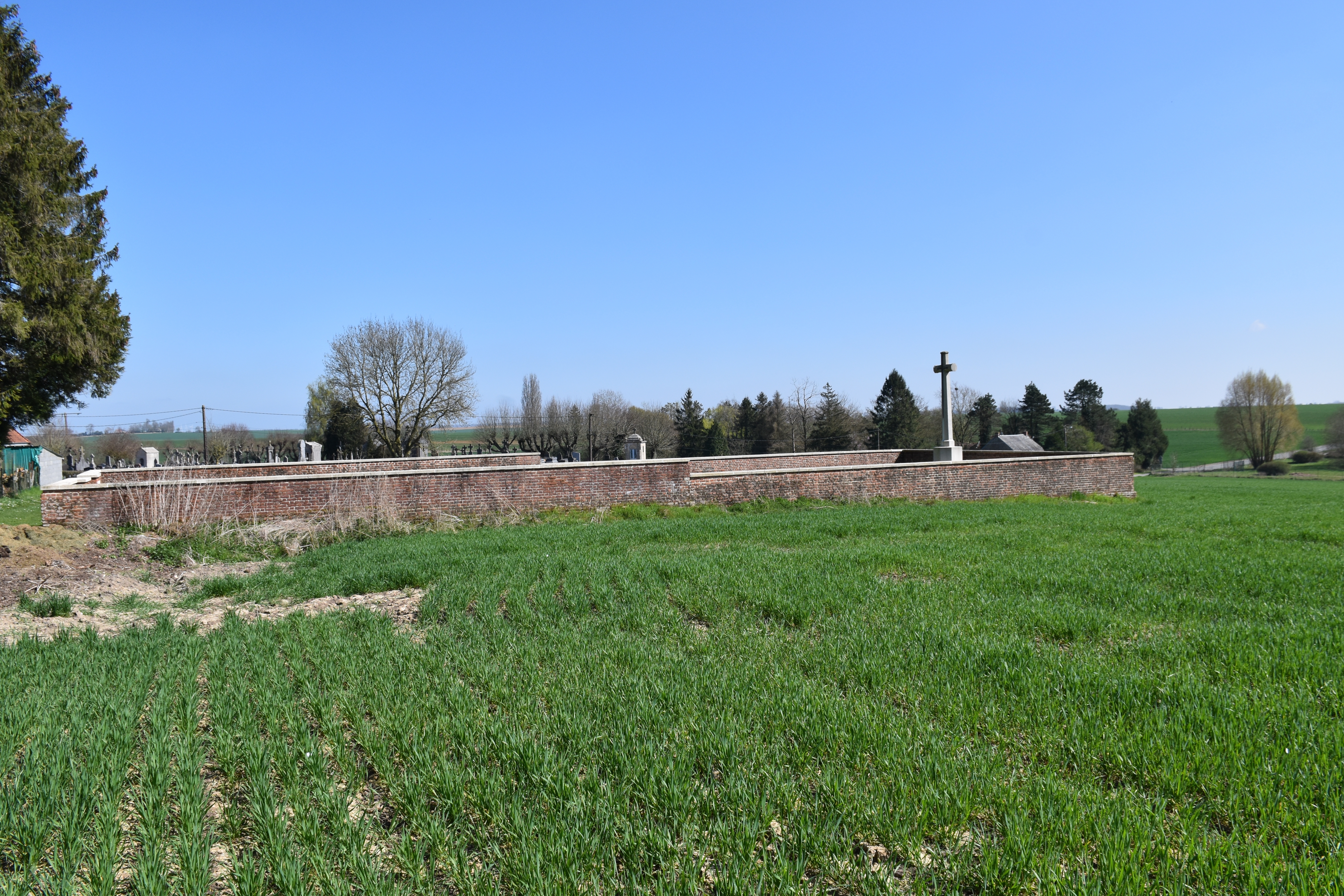

## Sépultures
| Pays        | Sépultures |
| ----------- | ---------- |
| Royaume-Uni | 42         |